# Noel Redding

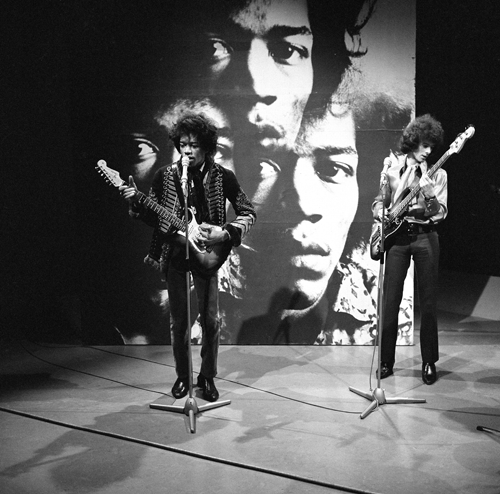
Jimi Hendrix och Noel Redding 1967.

Noel Redding, född 25 december 1945 i Folkestone, Kent, död 11 maj 2003 i sitt hem i Clonakilty i County Cork på Irland, var en brittisk basist och gitarrist. Redding var basist i The Jimi Hendrix Experience åren 1966–1969.
Redding spelade i olika band under tonåren, bland andra The Strangers, The Lonely Ones och The Loving Kind. I samband med en audition som gitarrist för The Animals träffade Redding Chas Chandler, som föreslog att han skulle börja spela bas tillsammans med Jimi Hendrix.
Redding bildade november 1968 gruppen Fat Matress tillsammans med Jim Leverton, bas, Neil Landon, sång och Eric Dillon, trummor. Gruppen kom att existera parallellt med Experience, och de reste tillsammans under en kort USA-turné. Trots höga förhoppningar hos skivbolaget överlevde dock gruppen endast ett år. Redding fortsatte en kort period som studiomusiker, bland annat för Road, Eire Apparent och Screaming Lord Sutch, där han bland andra spelade tillsammans med Jimmy Page och John Bonham.
Redding flyttade 1972 till Clonakilty på Irland sedan han lämnat Experience, och bildade där Noel Redding Band tillsammans med Dave Clarke, Eric Bell (från Thin Lizzy) och Les Sampson. Gruppen upplöstes 1976/77.
Redding kom därefter att hålla en låg musikalisk profil och uppträdde oregelbundet, bland annat med Noel Redding Band and friends, Shut up Frank och som gästbasist i olika konstellationer. 